# Trachelyopterus amblops
Trachelyopterus amblops es una especie de pez de la familia Auchenipteridae en el orden de los Siluriformes.

## Morfología
• Los machos pueden llegar alcanzar los 19 cm de longitud total.

## Distribución geográfica
Se encuentran en Centroamérica: cuenca del río Tuira.